# Mattawana
Mattawana es un lugar designado por el censo ubicado en el condado de Mifflin en el estado estadounidense de Pensilvania. En el año 2010 tenía una población de 276 habitantes.

## Geografía
Mattawana se encuentra ubicado en las coordenadas 40°29′48″N 77°43′38″O / 40.49667, -77.72722.. Según la Oficina del Censo de los Estados Unidos, Mattawana tiene una superficie total de 0,78 mi² (2 km²), de la cual 0,78 mi² (2 km²) corresponden a tierra firme y 0 mi² (0 km²) es agua.